# Slo-Mo-Tion
"Slo-Mo-Tion" é uma canção de Marilyn Manson, sendo a quinta faixa de seu oitavo álbum de estúdio, Born Villain. O título da canção foi revelado quando Manson apareceu no That Metal Show, em dezembro de 2011. Foi lançada em 1 de maio de 2012, concomitante com o álbum Born Villain e foi lançada oficialmente como Single em 13 de agosto de 2012.

## Videoclipe
Em 27 de junho de 2012, Marilyn Manson anunciou em sua página oficial no Facebook, que um Videoclipe para a canção estava em processo de filmagem. Seu Status foi atualizado para "Shooting Slo-Mo-tion. --MM". No dia 10 de agosto de 2012, Manson atualizou seu Facebook e Twitter mostrando quatro novas imagens, sendo uma delas com a legenda "Just finished the SloMoTion moving picture show", sugerindo que o videoclipe estava agora pronto.
O Videoclipe foi lançado em 21 de agosto de 2012.